# 瓦莱罗通达
瓦莱罗通达（義大利語：Vallerotonda），是意大利弗罗西诺内省的一个市镇。总面积59.65平方公里，人口1752人，人口密度29.4人/平方公里（2009年）。ISTAT代码为060084。